# クラリオン郡 (ペンシルベニア州)
クラリオン郡（英: Clarion County）は、アメリカ合衆国ペンシルベニア州の西部に位置する郡である。2010年国勢調査での人口は39,988人であり、2000年の41,765人から4.3%減少した。郡庁所在地はクラリオン・ボロ（人口5,276人）であり、同郡で人口最大の町でもある。クラリオン郡は1839年3月11日にベナンゴ郡とアームストロング郡の一部を合わせて設立された。郡の全体がピッツバーグ・メディア市場に入っている。

## 地理
アメリカ合衆国国勢調査局に拠れば、郡域全面積は609平方マイル (1,577.3 km2)であり、このうち陸地602平方マイル (1,559.2 km2)、水域は7平方マイル (18.1 km2)で水域率は1.07%である。

### 隣接する郡
- フォレスト郡 - 北
- ジェファーソン郡 - 東
- アームストロング郡 - 南
- バトラー郡 - 南西
- ベナンゴ郡 - 西

### 州立公園
- クック森林州立公園（部分）

## 政治
クラリオン郡はアメリカ合衆国下院議員ペンシルベニア州第5選挙区に属し、2013年時点では共和党議員を選出している。ペンシルベニア州議会上院では第21に属しており、下院では第63選挙区に属している。2013年時点では共に共和党員を選出している。

## 人口動態
以下は2000年国勢調査による人口統計データである。
| 基礎データ - 人口: 41,765人 - 世帯数: 16,052 世帯 - 家族数: 10,738 家族 - 人口密度: 27人/km2（69人/mi2） - 住居数: 19,426軒 - 住居密度: 12軒/km2（32軒/mi2） 人種別人口構成 - 白人: 98.16% - アフリカン・アメリカン: 0.79% - ネイティブ・アメリカン: 0.11% - アジア人: 0.34% - その他の人種: 0.08% - 混血: 0.52% - ヒスパニック・ラテン系: 0.41% 先祖による構成 - ドイツ系：45.0% - アメリカ人：10.3% - アイルランド系：9.8% - イタリア系：6.7% - イギリス系：6.2% | 年齢別人口構成 - 18歳未満: 21.6% - 18-24歳: 15.4% - 25-44歳: 25.2% - 45-64歳: 22.7% - 65歳以上: 15.2% - 年齢の中央値: 36歳 - 性比（女性100人あたり男性の人口） - 総人口: 93.3 - 18歳以上: 90.4 世帯と家族（対世帯数） - 18歳未満の子供がいる: 28.6% - 結婚・同居している夫婦: 54.9% - 未婚・離婚・死別女性が世帯主: 8.4% - 非家族世帯: 33.1% - 単身世帯: 26.0% - 65歳以上の老人1人暮らし: 11.3% - 平均構成人数 - 世帯: 2.46人 - 家族: 2.95人 |

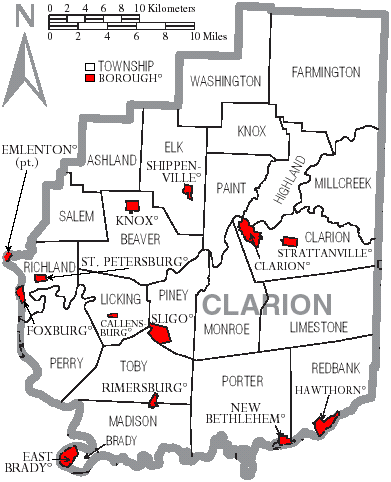
クラリオン郡の自治体、ボロは赤、タウンシップは白

## 都市と町
ペンシルベニア州法の下では4種類の自治体がある。市、ボロ、タウンシップ、町である。

### ボロ
| - カレンズバーグ - クラリオン - 郡庁所在地 - イーストブラディ - エムレントン（大半はベナンゴ郡） - フォックスバーグ | - ホーソーン - ノックス - ニューベスレヘム - ライマーズバーグ | - シッペンビル - スライゴ - セントピーターズバーグ - ストラッタンビル |

### タウンシップ
| - アシュランド - ビーバー - ブラディ - クラリオン - エルク - ファーミントン - ハイランド - ノックス | - リッキング - ライムストーン - マディソン - ミルクリーク - モンロー - ペイント - ペリー | - パイニー - ポーター - レッドバンク - リッチランド - セイラム - トビー - ワシントン |

### 国勢調査指定地域
| - クラウン - リーパー - マリアン | - タイラーズバーグ - ボウィンケル |

## 教育

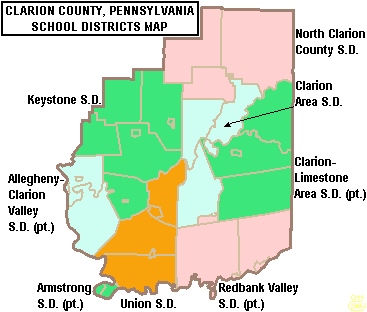
クラリオン郡教育学区の区分図

### 高等教育機関
- クラリオン・ペンシルベニア大学

### 公共教育学区
- アレゲニー・クラリオンバレー教育学区
- アームストロング教育学区
- クラリオン地域教育学区
- クラリオン・ライムストーン地域教育学区
- キーストン教育学区
- 北クラリオン郡教育学区
- レッドバンクバレー教育学区
- ユニオン教育学区

郡内にある8教育学区は児童生徒数が少ない。ペンシルベニア州教育省は2019年まで着実に減り続けると予測している。クラリオン地域教育学区、クラリオン・ライムストーン地域教育学区、北クラリオン郡教育学区を合併した新しい学区でも2,500人となる。ユニオン教育学区、キーストン教育学区さらにペリー・タウンシップとリッチランド・タウンシップを合わせた新しい学区も2,000人以下となる。学区の統合で費用の掛かる事務所と管理官を削ることができる。住民にとっては税金の必要性を制御することで、管理官、雇員、教師の恩給を捻出することができるようになる。
今後10年間で児童生徒数は8%減少すると予測されている。最も減少するのは州西部であり、16%減少の可能性がある。西部の小学校では40%以上が、中等教育校では60%以上がかなりの減少が見込まれ、15%以上となっている。児童生徒数が減少すれば、一人当たりの管理費用が上がり続けることになる。
ペンシルベニア州は教育学区の数が501あり、国内でも多い方の州である。教育学区の80%は児童生徒数が5,000人以下であり、40%は2,000人以下である。2007年時点で1,250人未満の教育学区が95あった。その結果、管理部門が肥大化し、教育の多様化に対応できていない。小さな教育学区の監督官88人を調査し、回答のあった49人の42%が、学区の統合で学校を閉鎖せずに費用を削減できると考えていた。
ペンシルベニア州の資産税は全国と比較して高率である。税基金に拠れば、2008年で、住宅価格に対する資産税の課税率が1.34%で国内第11位、収入に対する比率では3.55%で国内第12位だった。

### 中間管理機関
郡内の公共教育学区と私立学校は、特殊教育と職業開発を担当するリバービュー中間管理機関6号の支援を受けている。

### 職業訓練校
- クラリオン郡職業訓練校、シッペンビル

### 私立学校
- アレクサンダー・アーミッシュ学校 - ビーナス
- ベアラン学校 - ノックス
- クライスツ・ドミニオン・アカデミー - サマービル
- クラリオン中央学校 - クライオン
- カウンティ・コーナー - ノックス
- ディアビュー学校 - メイポート
- イマキュレイト・コンセプション学校 - クラリオン
- リトルバード・プレスクール - ニューベスレヘム
- メドウビュー・アーミッシュ学校 - ノックス
- ニューベスレヘム・メノナイト学校 - ニューベスレヘム
- シャディヌーク・アーミッシュ学校 - スライゴ
- セントジョセフス学校 - ルシンダ
- ザケラル・アーミッシュ学校 - ビーナス

## 著名な出身者
- ジム・ケリー - NFL選手、バッファロー・ビルズ、イーストブラディで育った